# Closer to the Bone
A Closer to the Bone Kris Kristofferson huszadik stúdióalbuma, amely 2009 szeptemberében jelent meg a New West kiadó gondozásában.
Kristofferson szerint az album egyfajta visszatekintés a múltra, egy összegzés ahol elmondhatja azokat a dolgokat amiket élete során megtanult, fontosnak tartott." Eredetileg az album címe Starlight and Stone lett volna, de Kristofferson úgy döntött, hogy megváltoztatja, mivel úgy érezte, hogy a "Closer to the Bone" sokkal kifejezőbb.
A „Good Morning John” című dalt még az 1970-es években írta jóbarátja Johnny Cash tiszteletére. Eredetileg a dal a Highwayman albumon kapott volna helyet, de Willie Nelson a „I love you John” sor helyett rendszeresen a „He loves you John” sort énekelte. Kérésére nem került fel a dal az albumra.
A „Sister Sinead” című dal Sinéad O’Connor énekesnőről szól, s arról a botrányról amit a pápa képének széttépésével kavart.
Kris az albumot régi barátjának Stephen Bruton emlékének ajánlotta. Bruton már az album felvétele alatt is beteg volt, ám az utómunkálatokban már egyáltalán nem tudott résztvenni. Rákban halt meg 2009 májusában.

## Dalok
(Minden dalt Kris Kristofferson írt, kivéve ahol jelezve van.)
1. Closer to the Bone
2. From Here to Forever (Kristofferson, Stephen Bruton, Glen Clark)
3. Holy Woman
4. Starlight and Stone'
5. Sister Sinead
6. Hall of Angels
7. Love Don't Live Here Anymore
8. Good Morning John
9. Tell Me One More Time
10. Let the Walls Come Down
11. The Wonder
12. I Hate Your Ugly Face

## Munkatársak
- Kris Kristofferson – ének, akusztikus gitár, szájharmonika
- Rami Jaffee – zongora
- Stephen Bruton – gitár, mandolin, ének
- Don Was – basszusgitár
- Jim Keltner – ütőhangszerek

## A Billboard Listán
| Lista (2009)                          | Elért helyezés |
| ------------------------------------- | -------------- |
| U.S. Billboard Top Country Albums     | 29             |
| U.S. Billboard 200                    | 167            |
| U.S. Billboard Top Independent Albums | 28             |
| Canadian Top Country Albums           | 19             |

## Külső hivatkozások
- Kris Kristofferson a New West Records honlapján
- A Closer to the Bone videója. YouTube
- A stúdióban. YouTube
- Starlight and Stone : Austin City Limits 2009. YouTube [halott link]